# Мюррей, Дуглас
Дуглас Мюррей (англ. Douglas Kear Murray; род. 16 июля 1979, Хаммерсмит, Лондон, Англия) — британский неоконсервативный политический обозреватель, культурный критик и журналист. В настоящее время он является заместителем редактора консервативного британского политического и культурного журнала The Spectator, а также регулярно сотрудничает с The Times, The Daily Telegraph, The Sun, Daily Mail, New York Post, National Review, The Free Press и UnHerd.
Его книги включают «Неоконсерватизм: почему он нам нужен» (2006), «Странная смерть Европы: иммиграция, идентичность, ислам» (2017), «Безумие толпы: пол, раса и идентичность» (2019), «Война с Западом» (2022) и «О демократиях и культах смерти: Израиль, Хамас и будущее Запада» (2025).
Мюррей был заместителем директора неоконсервативного аналитического центра «Общество Генри Джексона» с 2011 по 2018 год.
Мюррей критикует текущую иммиграцию в Европу и ислам. Он стал более известен на международном уровне благодаря своей поддержке Израиля после атак 7 октября 2023 года.
Мюррей получил похвалу от консерваторов и критику со стороны других. Статьи в академических журналах Ethnic and Racial Studies и National Identities связывают его взгляды с исламофобией, и он был описан как пропагандист правых идей, таких как теории заговора «Еврабия», «Великое замещение» и «Культурный марксизм».

## Биография

### Ранние годы и образование
Мюррей родился в Хаммерсмите, Лондон, в семье матери-учительницы английского языка и отца-шотландца, говорящего на гэльском, который родился на острове Льюис и работал государственным служащим. У него есть один старший брат. В интервью The Herald Мюррей заявил, что его отец изначально планировал временно пребывать в Лондоне, но остался после знакомства с его матерью, и что они «поощряли хорошие дискуссии за обеденным столом» во время его взросления, но «никто из них не является политическим деятелем».
Мюррей получил образование в местных государственных начальной и средней школах, прежде чем поступить в общеобразовательную школу, которая ранее была грамматической. Вспоминая этот опыт в 2011 году, он писал: «Моим родителям обещали, что старые стандарты и дух грамматической школы сохранились, но ничего этого не было. К тому времени, когда я пришел, школа была тем, что сейчас назвали бы 'школой-помойкой во внутреннем городе', зоной боевых действий, похожей на те, из которых многие родители детей бежали». Родители Мюррея забрали его из школы через год. Он получил стипендии в школе Святого Бенедикта в Илингe, а затем в Итонском колледже, недолго преподавал в школе недалеко от Абердина, а затем получил степень по английскому языку в колледже Магдалены, Оксфорд.

### Творческая деятельность
В возрасте 19 лет, будучи на втором курсе Оксфордского университета, была опубликована книга Мюррея «Бози: Биография лорда Альфреда Дугласа», которую Кристофер Хитченс назвал «мастерской». Книга «Бози» получила премию Lambda Award в категории «гей-биография» в 2000 году. После окончания Оксфорда Мюррей написал пьесу «Сумерки» о шведском дипломате Рауле Валленберге.
В 2006 году Мюррей написал в защиту неоконсерватизма — «Неоконсерватизм: почему он нам нужен» — и отправился в турне по США для продвижения книги. Публикация впоследствии была рецензирована в арабской газете Asharq Al-Awsat иранским автором Амиром Тахери: «Независимо от того, согласен ли кто-либо с ним или нет, Мюррей внес ценный вклад в глобальную битву идей». В 2007 году он участвовал в написании отчета Центра стратегических и международных исследований «На пути к великой стратегии для неопределенного мира: обновление трансатлантическогоческого партнерства», написанного Клаусом Науманном, Джоном Шаликашвили, лордом Инге, Жаком Ланксадом и Хенком ван ден Бременом. Его книга «Кровавое воскресенье: Истины, ложь и расследование Савилля» была (совместно) удостоена Мемориальной премии Кристофера Эварта-Биггса 2011—2012 годов и включена в длинный список премии Оруэлла 2012 года. В июне 2013 года вышла самостоятельно опубликованная электронная книга Мюррея «Исламофилия: очень столичная болезнь».
В 2017 году издательство Bloomsbury опубликовало книгу Мюррея «Странная смерть Европы: Иммиграция, идентичность, ислам», которая провела почти 20 недель в списке бестселлеров The Sunday Times и стала бестселлером № 1 в категории научно-популярной литературы. С тех пор она была издана более чем на 20 языках. В книге «Странная смерть Европы» Мюррей утверждал, что Европа «совершает самоубийство», допуская неевропейскую иммиграцию на свои границы и теряя «веру в свои убеждения». Книга получила поляризованные отзывы критиков. Джульет Сэмюэл из The Daily Telegraph похвалила Мюррея, заявив: «Его общий тезис о том, что охваченная чувством вины и истощенная Европа легкомысленно относится к своим драгоценным современным ценностям, принимая миграцию в таком масштабе, трудно опровергнуть». Академический обзор в Israel Journal of Foreign Affairs назвал книгу «взрывной» и «элегантным, обильно задокументированным разоблачением самоубийственного лицемерия Европы». Род Лиддл из The Sunday Times назвал книгу «блестящей, важной и глубоко депрессивной».
Другие отзывы о книге были крайне негативными. В The Guardian политический журналист Габи Хинслифф описала «Странную смерть Европы» как «облагороженную ксенофобию» и «Глава за главой крутится вокруг одних и тех же повторяющихся тем: мигранты насилуют, убивают и терроризируют», также заявив, что Мюррей мало определяет европейскую культуру, которая, по его словам, находится под угрозой. Писатель Панкадж Мишра в The New York Times описал книгу как «удобный дайджест крайне правых клише». Мишра обвинил Мюррея в защите «Пегиды», в написании того, что «Английская лига обороны» «имела смысл», и в описании венгерского политика Виктора Орбана как лучшего хранителя «европейских ценностей», чем Джордж Сорос. В The Intercept Муртаза Хуссейн раскритиковал то, что он назвал «неустанно параноидальным тоном» и «апокалиптической картиной Европы», изображенной в книге, оспаривая связи, которые Мюррей провел между неевропейской иммиграцией и значительным ростом преступности. В Middle East Eye профессор Джорджтаунского университета в Катаре Ян Алмонд назвал книгу «поразительно односторонним потоком статистики, интервью и примеров, отражающим четкое решение сделать книгу риторическим утверждением о том, что Европа обречена на саморазрушение».
Мюррей писал о социальной справедливости и политике идентичности в своей книге 2019 года «Безумие толпы: Пол, раса и идентичность», которая стала бестселлером Sunday Times. Нараторская работа Мюррея над книгой была номинирована на премию British Book Awards как аудиокнига года. В книге Мюррей указывает на то, что он считает культурным сдвигом, от установленных форм религии и политической идеологии, в которых различные формы идентичности могут служить маркерами социального статуса. Он делит свою книгу на главы, посвященные четырём различным группам идентичности: «Геи», «Женщины», «Раса» и «Транс» Мюррей критикует работу французского философа Мишеля Фуко за то, что он видит в ней сведение общества к системе властных отношений. Книга Мюррея вызвала поляризованные отклики критиков. Историк Тим Стэнли в The Daily Telegraph похвалил книгу, назвав Мюррея «превосходно проницательным гидом по эпохе воинов социальной справедливости». Кэти Лоу в Evening Standard сказала, что Мюррей «разобрался с ещё одной необходимой и провокационной темой остроумно и смело». И наоборот, Уильям Дэвис дал крайне критический отзыв о работе Мюррея в The Guardian, описав книгу как «странные фантазии правого провокатора, слепого к угнетению».
Книга Мюррея «Война с Западом: как победить в век безрассудства» была опубликована в 2022 году и дебютировала на первом месте в списке бестселлеров научно-популярной литературы The Bookseller в Великобритании, продав 11 673 экземпляра за первую неделю. Она также попала в список бестселлеров New York Times в США. Книга была охарактеризована обозревателем Джерардом Бейкером как исследование попыток уничтожить западную цивилизацию из внутренних источников. Роберт Колвилл, писавший в Sunday Times, назвал её «убедительным и часто пугающим утверждением о том, что варвары у ворот», и что Мюррей утверждает в книге, что «культурная война… неустанно ведется против всех корней западной традиции и против всего хорошего, что произвела западная традиция».

## Карьера
Мюррей основал Центр социальной сплочённости в 2007 году, который впоследствии стал частью Общества Генри Джексона, где он занимал должность заместителя директора с 2011 по 2018 год. В период его работы в Обществе Генри Джексона организацию обвиняли в продвижении антимусульманской и антииммиграционной повестки. Общество отказалось раскрыть данные о своих спонсорах контрольному органу по стандартам Палаты общин.

### Медиа-карьера
Мюррей является заместителем редактора журнала The Spectator. Он много путешествует для своих репортажей, говоря, что у него есть личное правило: «всегда принимать приглашение выступить или поехать туда, где я никогда не был».
В 2016 году Мюррей организовал конкурс через The Spectator, в котором участникам предлагалось присылать оскорбительные стихи о президенте Турции Реджепе Тайипе Эрдогане. Главный приз в £1000 был пожертвован читателем. Это было реакцией на дело Бёмерманна, в котором немецкий сатирик Ян Бёмерманн был привлечён к ответственности по Уголовному кодексу Германии за подобное стихотворение. Мюррей объявил победителем поэтического конкурса депутата парламента от Консервативной партии Бориса Джонсона (бывшего редактора журнала, бывшего мэра Лондона, а позднее премьер-министра Соединённого Королевства).

### Плёнки Роджера Скрутона
В апреле 2019 года журналист New Statesman Джордж Итон опубликовал статью, основанную на интервью с Роджером Скрутоном, в которой Скрутону приписывались ряд спорных и расистских высказываний. В результате Скрутон был публично осуждён различными членами парламента и уволен с должности советника правительства по жилищным вопросам.
Мюррей осудил Итона и New Statesman за «журналистскую недобросовестность» и призвал Итона и редактора New Statesman Джейсона Коули предоставить оригинальную запись интервью. Когда New Statesman изначально отказался, Мюррей получил оригинальную запись интервью из неизвестных источников. Это легло в основу его статьи в The Spectator под названием «Плёнки Скрутона: анатомия современной заказной работы», где было показано, что высказывания Скрутона были вырваны из контекста и искажены Итоном.
Впоследствии New Statesman опубликовал извинения Скрутону за искажение его слов Итоном, а министр жилищного строительства Джеймс Брокеншир извинился перед Скрутоном за его увольнение. Незадолго до своей смерти в январе 2020 года Скрутон написал статью для The Spectator, в которой назвал Мюррея «смелым» и выразил благодарность Мюррею за его «щедрую защиту» его репутации.
Мюррей считает Скрутона своим наставником.

## Награды и премии
- Институт Манхэттена — Премия Александра Гамильтона 2024 года[63].
- Особое признание от президента Израиля Ицхака Герцога в 2024 году[64].

## Публикации
- Bosie: A Biography of Lord Alfred Douglas. — Sceptre, 2000. — ISBN 978-0-340-79380-0.
- Neoconservatism: Why We Need It. — Social Affairs Unit, 2006. — ISBN 978-1-59403-344-5.
- Hate on the State: How British libraries encourage Islamic extremism. — Centre for Social Cohesion, 2007. — ISBN 978-1-903386-62-0.
- Victims of Intimidation: Freedom of Speech Within Europe's Muslim Communities. — Centre for Social Cohesion, 2008. — ISBN 978-0-9560013-1-3.
- Bloody Sunday: Truths, Lies and the Saville Inquiry. — Dialogue, 2011. — ISBN 978-1-84954-149-7.
- Islamophilia: A Very Metropolitan Malady. — emBooks, 2013. — ISBN 978-1-62777-050-7.
- The Strange Death of Europe: Immigration, Identity, Islam. — Bloomsbury, 2017. — ISBN 978-1-4729-4224-1.
- The Madness of Crowds: Gender, Race and Identity. — Bloomsbury, 2019. — ISBN 978-1-4729-5995-9.
- The War on the West: How to Prevail in the Age of Unreason. — Harper Collins, 2022. — ISBN 978-0-06-316202-0.
- On Democracies and Death Cults: Israel and the Future of Civilization. — Broadside Books, 2025. — ISBN 978-0063437135.